# Nancy Holt
Pour les articles homonymes, voir Holt.
Nancy Holt, née le 5 avril 1938 à Worcester dans le Massachusetts et morte à New York le 8 février 2014, est une artiste plasticienne, une photographe et une cinéaste américaine.
Son travail pérennise les œuvres de Robert Smithson et Heizer, dans le Nevada, et ce faisant, décide de labourer elle-même le champ du land art. À partir de 1972, elle retrouve les pas des architectes médiévaux lorsqu’elle pose des cylindres sur l’étendue plate du désert, où viendront se nicher les rayons solaires durant les solstices d’été et d’hiver ; il s’agit de Sun Tunnels (1973-1976, Great Bassin Desert, Utah), elle fait du soleil un partenaire de sa création.	
Veuve de Robert Smithson, Nancy Holt reste peu connue pour son travail personnel. Son œuvre s’inscrit dans une période charnière, la deuxième moitié des années 60, où les artistes investissent des lieux extérieurs à l’atelier et où la photographie acquiert valeur d’œuvre, où le film et la vidéo deviennent des outils créateurs. D’abord Photographe, elle envisagea directement son travail de sculptrice en termes d’espace extérieur et de perception.
Selon Colette Garraud dans L’Idée de nature dans l’art contemporain, Nancy Holt et ses Sun Tunnels touchent à notre perception des formes, par la saisie des phénomènes les plus fugaces à travers ses cadrages. Elle s’est inspirée du tableau de Caspar David Friedrich, Femme devant le coucher de soleil.

## Nancy Holt et sesSun Tunnels
L’œuvre résulte d’une adéquation aux conditions physiques, géologiques (relatifs à la science des matériaux qui constituent le globe terrestre, en particulier ceux directement accessibles à l’observation) ou géodésiques (relatifs à la science de la forme et des dimensions de la Terre) dues à la localisation du site, dont elle devient le reflet ou le faire-valoir.
Quatre buses de 6 mètres de long et de 2,5 mètres de haut ont été spécialement construites pour cette œuvre. Elles se font face par paires autour d'un espace vide. Elles sont orientées en fonction des solstices d'été et d'hiver. Durant environ dix jours, le soleil se lève dans la canalisation Sud-est et peut être vu à travers celle du Nord-ouest. Au solstice d'été, le lever et le coucher du soleil sont dans l'alignement des tuyaux Nord-est/Sud-est et Nord-ouest/Sud-est. Des trous ont été creusés à la surface des buses de manière qu'elles forment des constellations. Leur taille est en fonction de l'importance des étoiles et les taches de lumière qui percent l'intérieur des buses reproduisent leurs figures qui se déplacent le jour avec le mouvement du soleil et la nuit avec celui de la lune.
Selon Anne-Francoise Penders,l'objectif de Nancy Holt est de procurer au spectateur la sensation de son appartenance au Cosmos. Cet effet est obtenu d'abord par l'orientation des 4 tunnels. Lorsque l'observateur avance le long de l'axe des buses, il voit d'abord le paysage fragmenté, puis, par un changement d'échelle, l'image observée est celle d'un paysage singulier mais aussi celle de notre planète dans le cosmos. Cette impression est renforcée par les taches de lumière projetées par les orifices ménagés dans la partie supérieure des buses,(représentant les constellations) qui tournent lentement avec le soleil.
On insiste généralement sur l’intérêt de Nancy Holt pour la lumière et ses transformations. Tout en reconnaissant cet intérêt, elle refuse pourtant d’y réduire sa démarche : « Mon travail, dit-elle, porte sur la perception et l’espace. La lumière est quelque chose que j’ai étudié parce que je pensais à la vision. » C’est pour suivre les différentes positions du soleil que Nancy Holt a imaginé les Sun Tunnels. C’est une œuvre qui entretient un rapport explicite avec le temps, mais également avec le paysage, car ces énormes buses sont des « locators » dans lesquels on peut se tenir debout à l’abri du vent ou du soleil, comme au fond d’un gigantesque oculus ; On a l’impression d’un paysage qui glisse sur lui-même tant l’immensité du terrain, bordé au loin par quelques crêtes montagneuses, n’offre aucun repère particulier permettant de s’orienter et de fixer son regard nous dit Gilles A. Tibergien dans Land art.

## Sélection d'œuvres

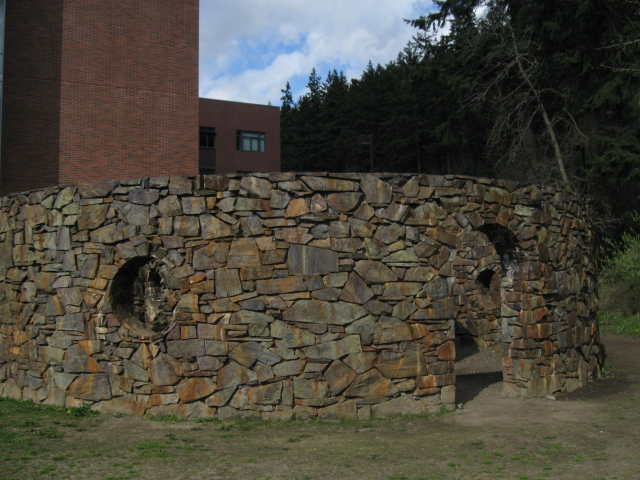
Rock Rings, Bellingham (Washington) (1977-1978).

- 1972 : Missoula Ranch Locators: Vision Encompassed Missoula, Montana (détruit)
- 1973–1976 : Sun Tunnels, Great Basin Desert, Utah
- 1974 : Hydra's Head, Artpark, Lewiston, New York
- 1977–1978 : Rock Rings, université Western Washington, Bellingham, Washington
- 1979 : 30 Below, Lake Placid, New York
- 1979–1980 : Wild Spot, Wellesley, Massachusetts
- 1979–1981 : Star-Crossed, université Miami, Oxford, Ohio
- 1979–1984 : Dark Star Park, Rosslyn, Virginie
- 1980–1981 : Annual Ring, Federal Building, Saginaw (Michigan)
- 1981 : Time Span, Laguna Gloria Art Museum, Austin (Texas)
- 1982 : Catch Basin, St. James Park, Toronto, Canada
- 1982 : Electrical System II, Bellman Circuit, Toronto, Canada
- 1983 : Sole Source, Dublin, Irlande
- 1985 : End of the Line/West Rock, Southern Connecticut State University, New Haven (Connecticut)
- 1987 : Astral Grating, Fulton Street, New York
- 1988–2014 : Skymound, Hackensack (New Jersey)
- 1992 : Ventilation IV: Hampton Air, Guild Hall, East Hampton (New York)
- 1995 : Solar Rotary, université du Sud de la Floride, Tampa (Floride)
- 1998 : Up and Under, Hämeenkyrö, Finlande
- 2012 : Avignon Locators, campus Sainte-Marthe, université d'Avignon et des Pays de Vaucluse, Avignon, France[2]

## Sélection d'expositions personnelles
- 1972 : Art Gallery, University of Montana, Missoula (Montana)
- 1972 : Art Center, University of Rhode Island, Kingston
- 1977 : Young American Filmmakers’ Series, Whitney Museum of American Art, New York (New York)
- 1985 : Ace Gallery, Los Angeles, Californie
- 1989 : Montpellier Cultural Arts Center, Laurel (Maryland)
- 1993 : John Weber Gallery, New York (New York)
- 2010 : Sightlines, Miriam et Ira D. Wallach Gallery, New York (New York)
- 2012 : Sightlines, université Tufts, Medford (Massachusetts) (communiqué de presse)

## Sélection d'expositions collectives
- 1969 : Language III, Dwan Gallery, New York, États-Unis
- 1972 : International Art Exhibition, Pampelune, Espagne
- 1974 : Intervention in the Landscape, Hayden Gallery, Massachusetts Institute of Technology, Cambridge, États-Unis
- 1977 : Whitney Biennial, Whitney Museum of American Art, New York, États-Unis
- 1981 : Summer Light, Museum of Modern Art, New York, États-Unis
- 1983 : Monuments and Landscapes: The New Public Art, McIntosh/Drysdale Gallery, Houston, États-Unis
- 1985 : Artist as Social Designer, musée d'Art du comté de Los Angeles, Los Angeles, États-Unis
- 1989 : Making Their Mark, dans plusieurs musées américains : Cincinnati Art Museum, Cincinnati (Ohio) ; musée d'Art de La Nouvelle-Orléans, La Nouvelle-Orléans (Louisiane) ; musée d'Art de Denver, Denver (Colorado) ; Pennsylvania Academy of the Fine Arts, Philadelphie (Pennsylvanie)
- 1998 : Wiener Kunstverein, Vienne, Autriche
- 1999 : After Image: Drawing Through Process, musée d'Art contemporain de Los Angeles, Los Angeles, États-Unis
- 2007 : Cosmologies, James Cohan Gallery, New York, États-Unis